# Levi9 Global Sourcing
Levi9 Global Sourcing — vt;leyfhjlyfz компания, занимающаяся разработкой программного обеспечения и предоставляющая ИТ-услуги заказчикам из Западной Европы. Компания работает в отрасли информационных технологий с 2001 года и располагает офисами и центрами разработки в Нидерландах, Германии, Бельгии, Румынии, Сербии, Украине и Турции.
Компания тесно сотрудничает с крупными и средними европейскими компаниями, а также государственными организациями и предоставляет широкий спектр услуг по разработке программного обеспечения c использованием различных платформ и технологий.

## Социальные инициативы
В сотрудничестве с европейскими подразделениями компаний Richon, Research-In-Motion, CIO Magazine компания ежегодно проводит конференцию посвященную индустрии информационных технологий под названием The Double Dutch Event

## Приобретения
В 2008 году, компания завершила процесс слияния с одной из старейших украинских ИТ-компаний Мирасофт Групп, которая работает на рынке информационных технологий с 1989 года, и является одной из первых ИТ-компаний на пост-советском пространстве.

## Разработки и клиенты
На сегодняшний день Леви9 имеет собственную продуктовую линию, включающую различные бизнес-приложения: ERP и CRM системы, корпоративные интернет-порталы, и RAD-платформу Mirapolys.
Разработанное корпоративное решение «Корвет» было зарегистрировано и одобрено специализированной партнерской программой Microsoft.
Среди клиентов компании крупные и средние предприятия из Швейцарии, Голландии, Франции, Великобритании, США:
- Германия: Wincor-Nixdorf, Parexel, RoMa Software, Convit.
- Швейцария: Glaux Soft, Miracle AG (New Miracle AG), Sowatec AG (ERP-Support GmbH), Impart Software Engineering
- США: Epicor|Scala Business Solutions, CMAT, Brady Corporation, Enetfinity Inc., IPLocks, ASPEO, American Optimal Decision
- Франция: Teklynx Software Solutions, Intercarat.
- Голландия: BITES B.V., ITNomy Information Services BV.